# Незам уль-Мульк
Неза́м уль-Му́льк (Нізам аль-Мульк, ~1017 — 14 жовтня 1092) — візир, політичний діяч та письменник епохи правління династії Сельджуків у Персії.

## Життя і діяльність
Ходже Незам уль-Мульк (خواجه نظام الملک) — титул Абу 'Алі аль-Гасана ібн 'Алі ібн Ісхака ат-Тусі, що народився в остані Хорасан 1017 року (за іншими відомостями між 1018 та 1020 роками). Є версія, що його батько походив із простолюддя, був збирачем податків.
Після битви під Данданаканом 1040 року сім'я Абу 'Алі була змушена переселитися під опіку Магмуда Газневіда, майбутній ходже Незам уль-Мульк служив у нього чиновником (1043—1044), а згодом став дабіром в одного з полководців Чагри-бека Сельджука та візиром Алп-Арслана. По смерті останнього чиновник отримує свій знаменитий титул, а також і титул «Киван ад-Дін», звання атабека, тобто стає повноправним правителем частини сельджуцьких володінь. Незам уль-Мульк також служив візиром при султані Малік-шаху. Східний історик Раванді назвав цей період «весною сельджуцької династії», держава тоді простягалася від кордонів Китаю до Середземного моря, від Індії до Візантії.
Сам ходже Незам зазначав:
«Царський вінець султана тісно пов'язаний з моєю чорнильницею… Закрию я чорнильницю — звалиться його вінець». 
Незам уль-Мульк керував і контролював діяльність верховного державного дивану (діван-і ‘ала), який складали такі установи як державна канцелярія (діван-і енша), вищий фінансовий орган (діван-і ешраф), військова установа (діван-і джайш) та ін. Існував також верховний султанський диван (діван-і хасс), який займався справами, пов'язаними з коронним майном правлячої династії.
Згідно з політикою Незама уль-Мулька:
- військові дії не повинні були зачіпати осіле населення, тому проводилися на території несельджуцьких областей, поширюючи острах серед сусідів;
- на завойованих територіях залишалися завербовані місцеві правителі, збираючи податки для комперсування витрат чиновників;
- була проведена масштабна аграрна реформа у державі;
- потрібно було за всяку ціну уникати внутрішніх міжусобиць на території володінь;
- візир підтримував добрі стосунки з халіфом, який на той час не мав реальної влади, але користувався авторитетом у населення.

До наших часів дійшла оповідь про те, як одного разу Малік-шах завдяки придворним інтригам почав докоряти ходже Незаму за непомірні грошові витрати на знавців закону та читців Корану. Візир відповів, що правитель може продати його, старого, всього за три динари, за самого ж Малік-шаха візьмуть не більше сотні динарів, навіть на своє військо щорічно шах витрачає набагато більше, а кожен воїн може битися лише з одним противником, що стоїть навпроти. Сам же уль-Мульк забезпечує для правителя величезне військо, що стрілами своїх молитов досягає Небесного престолу. Малік-шах попросив вибачення у візира.
Незам уль-Мульк сприяв культурному розвитку країни, хоча вважав, що поети — марнотратники при дворі шаха, був покровителем науковця та поета Омара Хаяма, богослова Аль-Газалі та багатьох інших. 1075 року за сприяння візира почала діяти велика обсерваторія, в якій Хаям і його сподвижники досліджували рух небесних світил, уклали точний календар Джалаледдінової ери (сонячний календар сучасного Ірану).
Незам уль-Мульк заснував мережу освітніх закладів, таких як мадресе Нізаміє (1067 у Багдаді).
1092 року Незам уль-Мульк у зеніті своєї слави та політичної діяльності загинув на кілька тижнів раніше за свого правителя, Джалаледдіна Малік-шаха. За однією версією це вбивство було справою рук асасинів Гасана ас-Сабаха, за іншою — в результаті інтриг дружини Малік-шаха Туркан-хатун.

## Книга про управління державою
На замовлення свого повелителя Незам уль-Мульк в 1091—1092 роках написав дидактичний твір «Сіясат-наме» (سیاست نامه , Трактат про управління державою, Книга про політику), основна думка якого полягає в тому, що государ є господарем своєї держави з волі Божої, для людей він — батько і владика, відповідальний лише перед Богом. Автор, даючи поради шахові, ілюструє їх прикладами з життя минулих правителів, зосереджуючи увагу на опорах шахського престолу: мудрецях-старцях, бувалих воїнах та знавцях державних справ. У «Сіясат-наме» автор розглядає філософсько-політичні погляди багатьох своїх попередників — Платона, Аристотеля, Аль-Фарабі, Ібн Сіна та інших — стосовно історії розвитку держави та права, розв'язання військово-політичних проблем.
У книзі також чітко викладена соціальна структура суспільства сучасної авторові епохи, обов'язки різних груп населення перед державою, їхні повноваження та права.
Книга «Сіясат-наме» складається з 51 розділу. Спочатку автор написав 39 розділів (Про діяння людей і часу; Про вдячність володарів за благодіяння Всевишнього; Про шахський розгляд скарг, справедливий суд і вправляння у доброму житті; Про мукта' та взнавання того, як вони поводяться з народом; Про казіїв, хатибів, мухтасибів і успішності їхніх справ; Про повагу до наказів правителя; Про посилання шпигунів та заходи задля добра держави; Про постійне розсилання посланців і птахів; Про ради правителя з ученими мудрецями; Про послів та їх справи; Про утримання різнотипних військ; Про винагороду гідних слуг та рабів; Про неспішність правителя у справах держави; Про значення титулів; Про виявлення єретиків, що є ворогами правителя та ісламу тощо), а пізніше додав ще і доповнив ілюстративним матеріалом.